# Großer Dreiherrenstein
Der Große Dreiherrenstein (kurz: Dreiherrnstein) ist ein Kreuzungspunkt mehrerer alter Handelswege am Rennsteig im Thüringer Wald.

## Lage
Der Dreiherrenstein liegt direkt am Rennsteig in 808 Metern Höhe etwa zehn Kilometer südlich von Ilmenau. Er stellt den Mittelpunkt des Rennsteiges dar. Er liegt außerdem auf einer Wasserscheide; der Süden wird zur Weser hin über die Schleuse entwässert, im Norden quellen die Lengwitz und die Schorte, im Nordosten die Schobse und nach Osten über den Ochsenbach in die Wohlrose. Alle sind Nebenflüsse der Ilm und somit der Elbe.
Nur 500 m südöstlich entfernt ist der nach der Kreuzung benannte, 838 m hohe Berg Großer Dreiherrnstein, der die höchste Erhebung der Umgebung darstellt.

### Historisch
Am großen Dreiherrenstein trafen  in seiner über 400-jährigen Geschichte verschiedene Fürstentümer, Herzogtümer und Königreiche aufeinander, er war Pass und Zollstation zugleich. Hier trafen die Frauenwalder Straße (von Ilmenau kommend, weiter über Frauenwald nach Eisfeld, Teil des Handelsweges Lübeck – Nürnberg), der Rennsteig und die Alte Langewiesener Straße aufeinander. Vor der Thüringer Gebietsreform berührten sich die Gemarkungen von fünf Gemeinden am Dreiherrenstein: Langewiesen, Frauenwald und Stützerbach (allesamt nach Ilmenau eingemeindet), das nach Großbreitenbach eingemeindete Neustadt am Rennsteig und Schleusegrund.

### Aktuell
Heute ist der Dreiherrenstein die Kreuzung der Straßen Ilmenau – Neustadt am Rennsteig und Dreiherrenstein – Frauenwald. Es gibt eine Gaststätte, eine Bushaltestelle und einen Wanderparkplatz. 

## Geschichte
Eine erste Erwähnung findet sich in einer Hennebergischen Wälderbeschreibung aus dem Jahre 1587. Dort wird er als Dreier Herren Stein genannt. In den Stein selbst ist die Jahreszahl 1596, als Jahr der Aufstellung, eingehauen. Zunächst trennte der Stein das Fürstentum Schwarzburg-Arnstadt,  das Herzogtum Sachsen-Eisenach und die Grafschaft Henneberg. Nach Aussterben der Grafen von Henneberg wurde die Henne zunächst durch das sächsische Wappen ersetzt. Nach dem Wiener Kongress 1815 trafen das Fürstentum Schwarzburg-Sondershausen, das Großherzogtum Sachsen-Weimar-Eisenach und das Königreich Preußen aufeinander. 1795 stießen die Ämter Eisfeld, Gehren und Schleusingen zusammen, denen damals ein eigener Dreiherrenstein aufgestellt wurde.

## Bilder

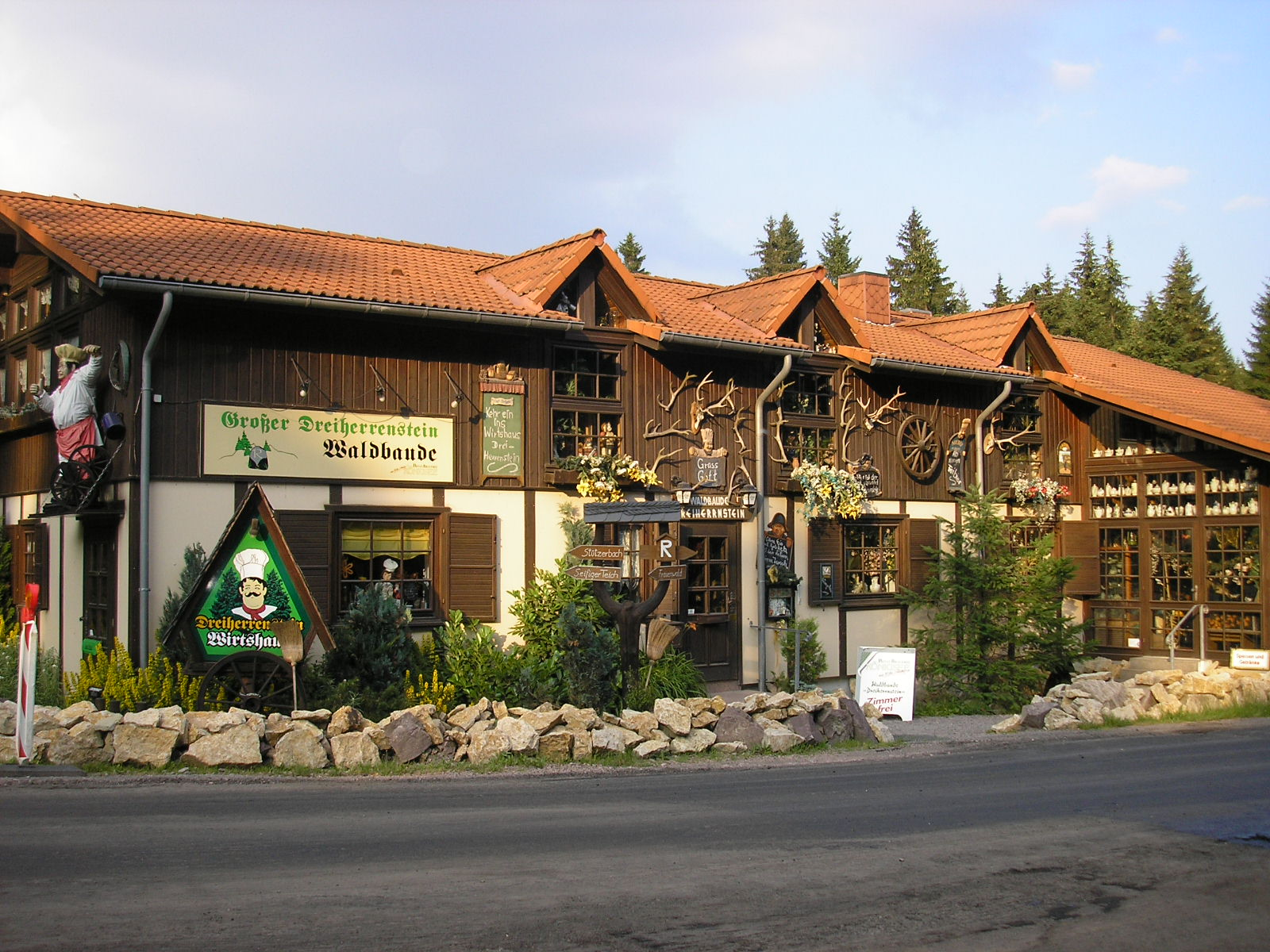
Gaststätte am Dreiherrenstein
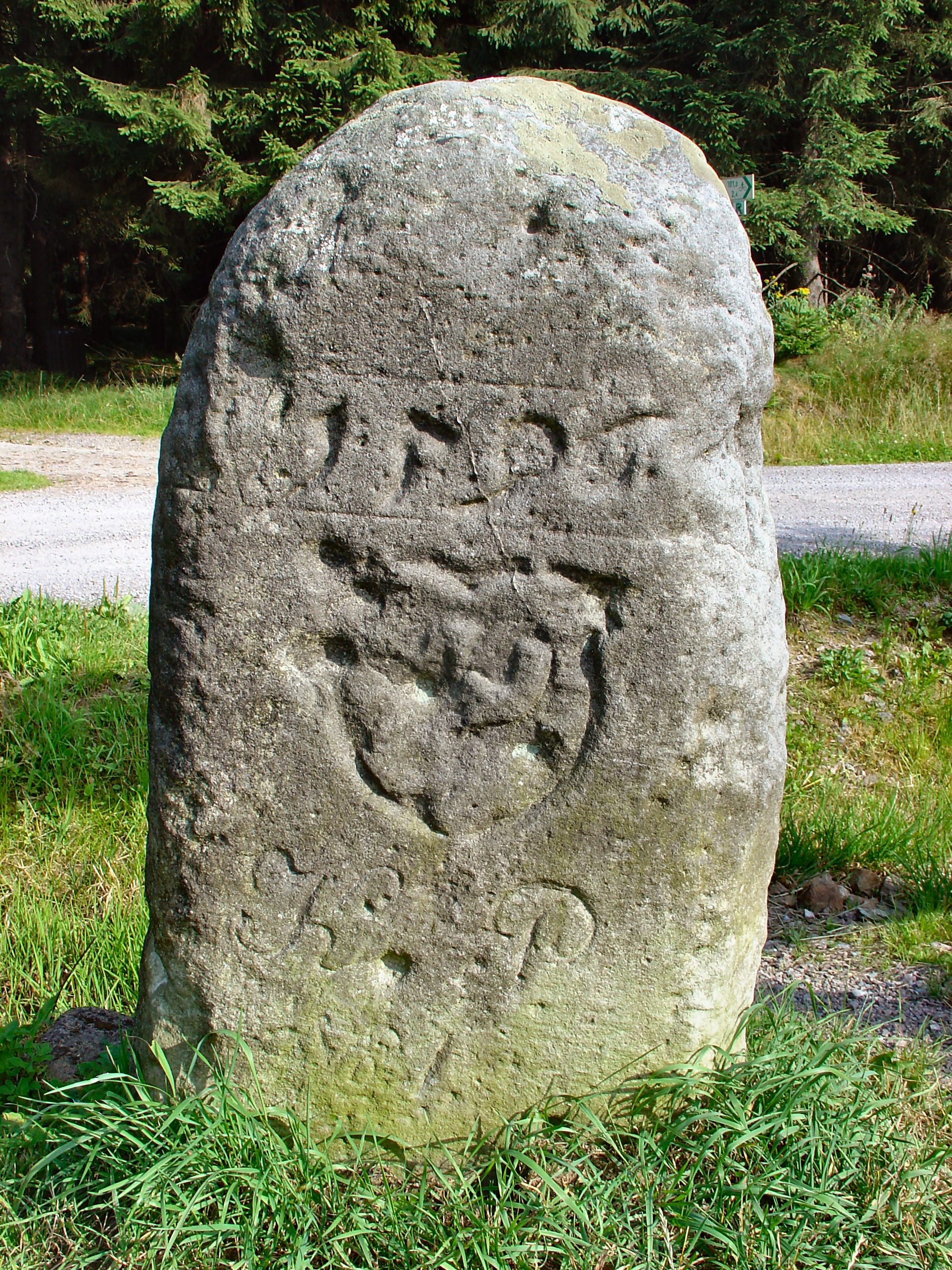
Nordwestseite des Grenzsteines mit Jahreszahl (oben), Wappen der Grafen von Henneberg (Mitte) und dem KP für das Königreich Preußen (unten)
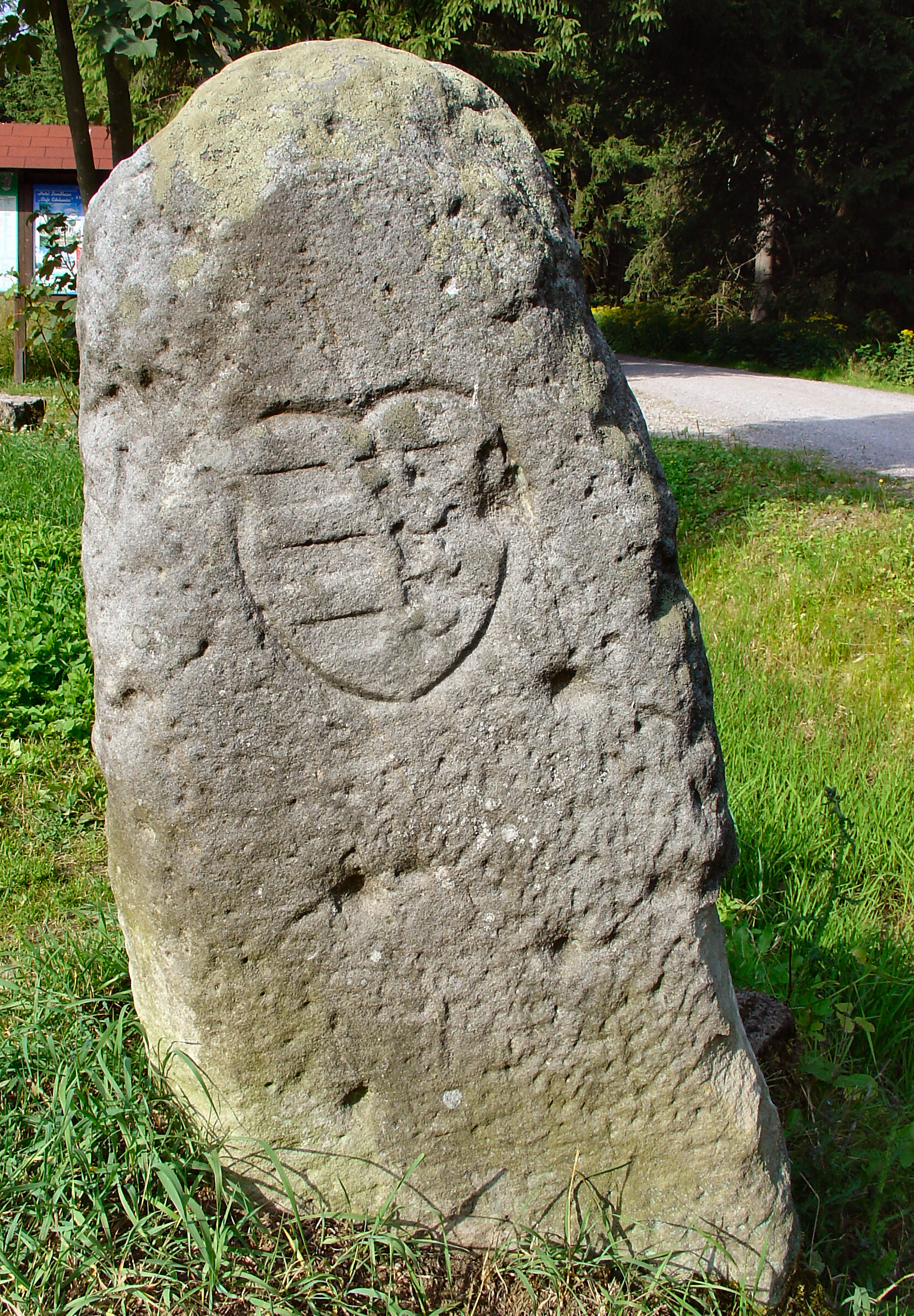
Südostseite des Grenzsteines mit Wappen des Herzogtum Sachsen-Eisenach
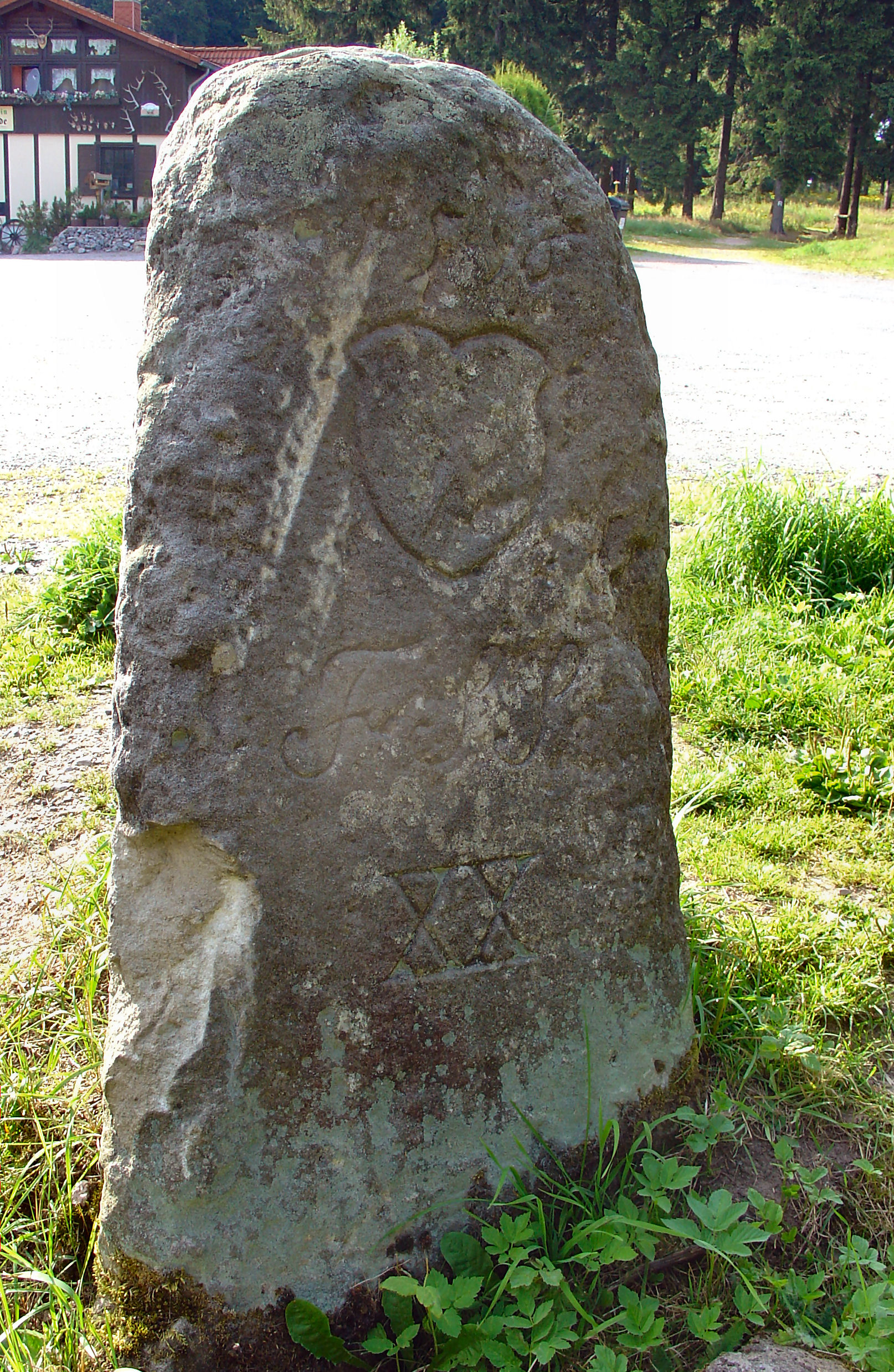
Nordostseite des Grenzsteines mit Jahreszahl (oben) und Wappen des Fürstentum Schwarzburg-Sondershausen (Mitte)